# O du kích nhỏ
O du kích nhỏ (tên đầu tiên là Uy thế không lực Hoa Kỳ) hay Giải giặc lái Mỹ là một tác phẩm nhiếp ảnh Việt Nam của nghệ sĩ Phan Thoan (sinh năm 1924) thực hiện vào ngày 21 tháng 9 năm 1965. Ra đời trong bối cảnh Không quân Hoa Kỳ oanh tạc dữ dội miền Bắc Việt Nam, tác phẩm mô tả hình ảnh nữ dân quân Nguyễn Thị Kim Lai với vóc dáng nhỏ bé đang cầm súng áp giải một viên phi công Mỹ to lớn hơn rất nhiều. Bức ảnh sau khi ra đời đã gây được tiếng vang rất lớn trong dư luận Việt Nam và được coi là nguồn động viên cho cuộc chiến đấu của quân đội và nhân dân miền Bắc Việt Nam chống lại chiến tranh phá hoại của Không quân Hoa Kỳ.
O du kích nhỏ là một trong những tác phẩm kiệt tác của "Trăm năm kiệt tác nhiếp ảnh Việt Nam".

## Mô tả
O du kích nhỏ là một tác phẩm ảnh đen trắng khổ dọc miêu tả hình ảnh một nữ dân quân mặc thường phục màu đen, đội mũ cối đang cầm súng áp giải một viên phi công Mỹ to lớn hơn cô rất nhiều. Trong ảnh, cả hai người đều đang rảo bước, mắt cô du kích đang nhìn về phía viên phi công Mỹ lúc này đã bị còng tay và bước đi trong tư thế cúi đầu.

## Bối cảnh sáng tác
Từ ngày 2 tháng 3 năm 1965, Không quân Mỹ bắt đầu mở Chiến dịch Sấm Rền (tiếng Anh: Operation Rolling Thunder) với mục tiêu dùng ưu thế áp đảo về không quân để phá hủy cơ sở hạ tầng của miền Bắc Việt Nam nhằm cứu vãn tình thế chiến tranh ở miền Nam Việt Nam. Trong chiến dịch kéo dài 3 năm này, Không quân Mỹ và Không lực Việt Nam Cộng hòa đã sử dụng một lượng bom đạn khổng lồ dội xuống lãnh thổ Việt Nam tuy nhiên họ đã vấp phải sự kháng cự quyết liệt từ phía quân đội và nhân dân miền Bắc Việt Nam.

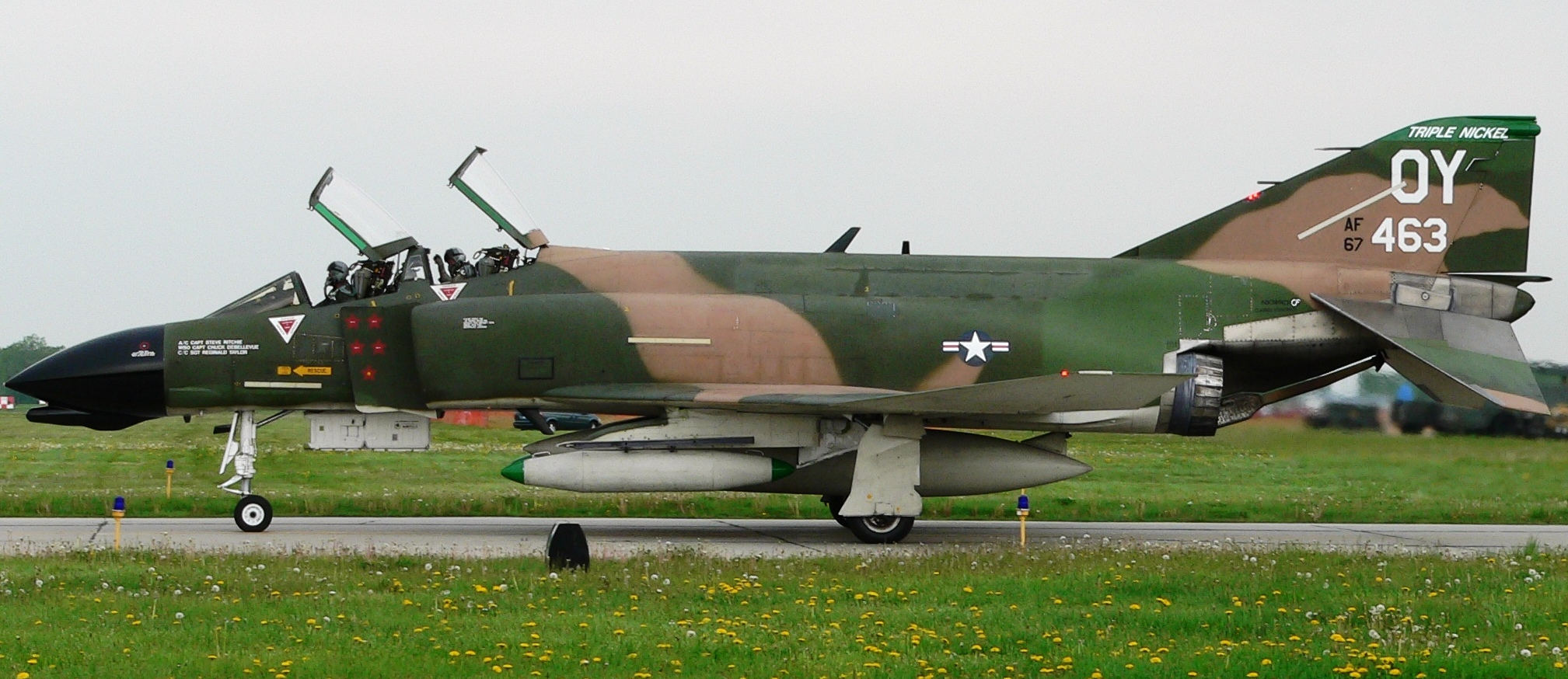
F-4 Phantom II

Theo tài liệu phía Việt Nam, ngày 20 tháng 9 năm 1965 vào khoảng 9 giờ sáng, nữ dân quân Nguyễn Thị Kim Lai, lúc này mới học hết cấp II, nhận được tin một nhóm máy bay F4H tấn công bắn phá cầu Đá Lậu (nay là cầu Lộc Yên) thuộc thị trấn Hương Khê tỉnh Hà Tĩnh. Một chiếc trong tốp máy bay này đã bị dân quân tự vệ Hà Tĩnh bắn rơi, họ nhận thấy rằng viên phi công của chiếc F4 đã kịp nhảy dù thoát vì vậy một chiến dịch vây bắt viên phi công này lập tức được triển khai. Cuối cùng thì trong đêm ngày 20, chị Lai đã phát hiện viên phi công Mỹ có tên William Andrew Robinson đang vướng trong bộ dây dù, lập tức chị bắn súng gọi đồng đội đến hỗ trợ và cũng chính chị được cử áp giải viên phi công Mỹ. Theo chị Lai, lúc đó chị chỉ cao 1 mét 47, nặng 37 kg trong khi Robinson cao tới 2 mét 2 và nặng 125 kg. Nghệ sĩ nhiếp ảnh Phan Thoan đã chụp được tấm hình này, lúc đầu tác giả đặt tên cho bức ảnh là Uy thế không lực Hoa Kỳ và về sau bức ảnh có những cái tên khác nhau như O du kích nhỏ, Giải giặc lái Mỹ hay O du kích nhỏ và tên giặc lái Mỹ.
Theo tài liệu quân đội Hoa Kỳ, William Andrew Robinson là một nhân viên trên một máy bay trực thăng HH-43 Huskie đang giải cứu phi công của một chiếc máy bay F-105 Thunderchief đã bị bắn rụng khi trực thăng của ông cũng bị bắn hạ, và ông bị bắt cùng với các nhân viên khác trên trực thăng. Ông bị giam giữ tổng cộng 2.703 ngày, và mãi đến ngày 12 tháng 2 năm 1973 mới được thả về nước. Ông thuộc nhóm tù binh bị giam giữ lâu nhất trong lịch sử Hoa Kỳ.

## Đánh giá
Năm 1966 bức ảnh O du kích nhỏ được trưng bày trong Triển lãm ảnh toàn quốc và lập tức gây được tiếng vang lớn. Khi xem bức ảnh này, Nhà thơ Tố Hữu đã nảy ra những câu thơ hay, có thể coi là mẫu mực của loại thơ "xem ảnh đề thơ" hoặc là "vịnh ảnh" và bình bức ảnh bằng bốn câu thơ:
| “ | O du kích nhỏ giương cao súng. Thằng Mỹ lênh khênh bước cúi đầu. Ra thế! To gan hơn béo bụng. Anh hùng đâu cứ phải mày râu! | ” |

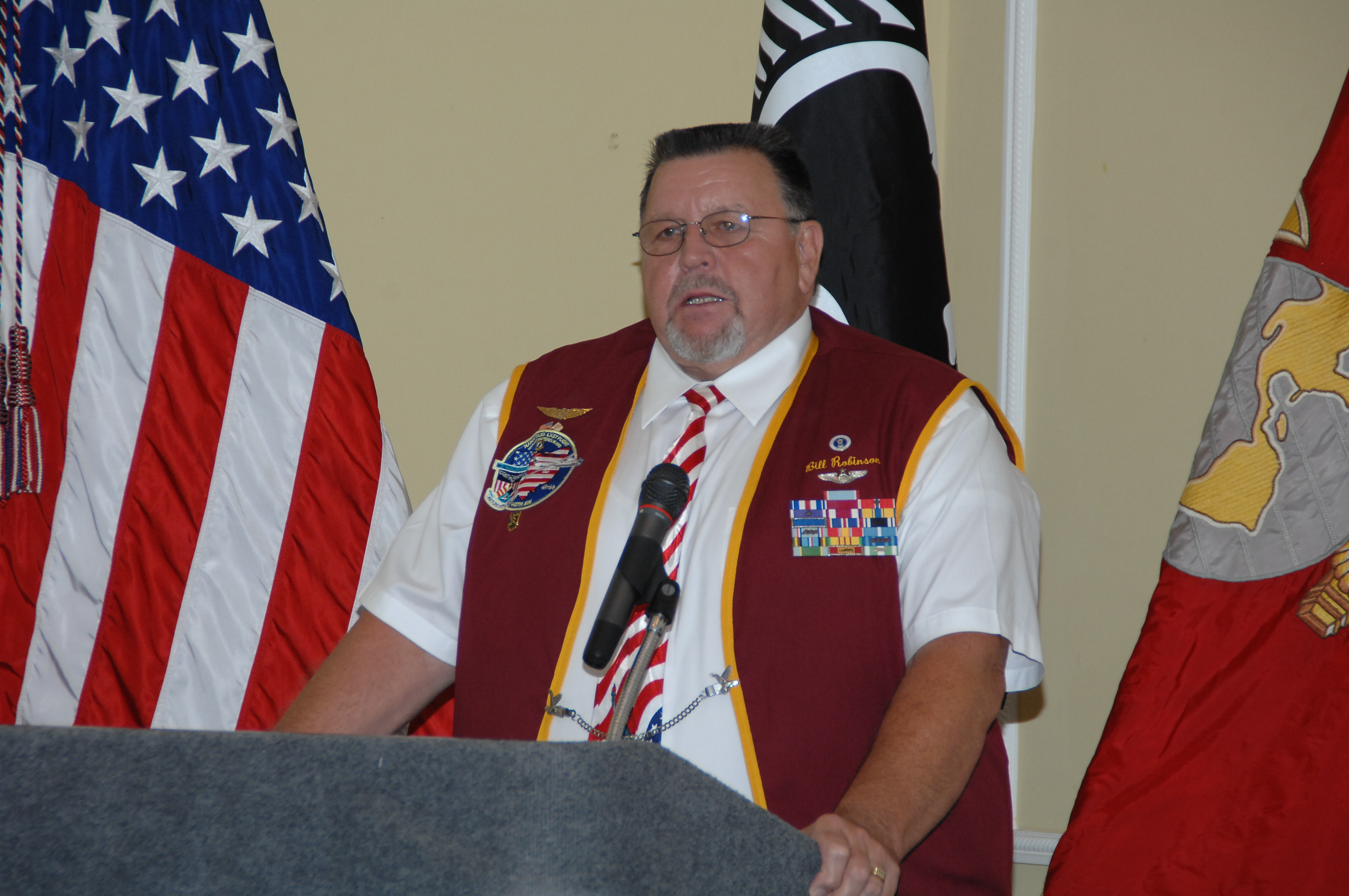
William A. Robinson năm 2009

Trở thành nguồn động viên cho cuộc chiến tranh phòng không chống lại Không quân Mỹ, bức ảnh O du kích nhỏ cùng bốn câu thơ bình kèm của Tố Hữu đã lập tức được nhiều người yêu thích, tới năm 1967 thì tác phẩm này được đưa lên tem thư của Bưu điện Việt Nam. O du kích nhỏ còn gây được tiếng vang ở cả tầm quốc tế, một số nhà báo phương Tây do không tìm được chị Lai, nhân vật chính của bức ảnh, nên đã cho rằng đây chỉ là một bức hình dàn dựng. Năm 1995, các nhà quay phim Nhật Bản hợp tác cùng Xưởng phim Tài liệu và Khoa học Trung ương đã thực hiện một bộ phim tài liệu lấy tên Cuộc hội ngộ sau 30 năm xoay quanh chị Lai và bức ảnh nổi tiếng, bộ phim do Lê Mạnh Thích làm đạo diễn và hãng NHK của Nhật Bản tài trợ. Nhờ dịp này chị Lai đã được gặp lại người tù binh của mình năm xưa, ông William Andrew Robinson. Trong cuộc trò chuyện giữa hai người, Robinson bộc lộ rằng ông đã định bắn trước nhưng khi nhìn thấy gương mặt trắng trẻo, ngây thơ của người nữ du kích nên đã từ bỏ ý định đó. Bản thân Robinson cũng có ý muốn quay lại Việt Nam gặp chị Lai từ lâu nhưng do điều kiện khó khăn nên mãi tới khi được hãng NHK tài trợ, ông mới có dịp được gặp người áp giải của mình trước kia.

## Vài nét về tác giả
Phan Thoan, sinh ngày 11 tháng 11 năm 1924. Quê quán tại xã Đức Thủy, huyện Đức Thọ, tỉnh Hà Tĩnh.
- Nguyên Cán bộ văn hóa nghệ thuật Ty Văn hóa Tỉnh Hà Tĩnh.
- Hội viên Hội Nghệ sĩ Nhiếp ảnh Việt Nam.
- Giải thưởng Nhà nước về Văn học Nghệ thuật năm 2007.[9]
- Đánh giá về tác giả:

| “ | Để lại cho đời chỉ thế thôi! Chiến tranh ác liệt máy không rời. "O du kích nhỏ" hồn thơ sáng, Kiệt tác trăm năm ảnh tuyệt vời! | ” |